# Den røde kejserinde
Den røde kejserinde (originaltitel: The Scarlett Empress) er en amerikansk historisk dramafilm fra 1934 instrueret og produceret af Josef von Sternberg efter et manuskript af Eleanor McGeary. Manuskriptet er løst baseret på kejserinde Katarina den Stores dagbøger og har Marlene Dietrich i filmens hovedrollen som Katarina.
Selvom filmens handling i væsentligt omfang afviger fra historiske kendsgerninger, vurderes filmen overvejende positivt af moderne kritikere. Den røde kejserinde er især bemærkelsesværdig for sin lyssætning og det ekspressionistiske kunstdesign, som von Sternberg skabte til det russiske palads, hvor en stor del af handlingen foregår.
Filmen har Dietrich i hovedrollen som Katarina. Andre fremtrædende roller spilles af John Lodge (som Katarines elsker Aleksej Razumovskij), Sam Jaffe, Louise Dresser og C. Aubrey Smith. Dietrichs datter Maria Riva spiller Katarina som barn.
Filmen havde dansk premiere den 17. september 1934 i biograferne Park, Rialto og Scala Bio.

## Handling
Prinsesse Sophia Frederica er datter af en mindreårig østpreussisk fyrste. Den russiske kejserinde Elisabeth ønsker, at Sophia Frederica skal var hustru til hendes nevø storhertug Peter og hun befaler, at grev Aleksej bringer hende til Rusland for at gifte sig med Peter. Efter at være ankommet til Rusland giver Elisabeth den unge kvinde navnet Katarina og kræver gentagne gange, at den nye brud leverer en mandlig arving til tronen, hvilket dog er umuligt, da ægtemanden Peter aldrig kommer i nærheden af Katarina efter deres bryllupsnat. Han bruger al sin tid sammen med sin elskerinde, sine legetøjssoldater eller sine rigtige soldater. Aleksej forsøger derimod at indynde sig hos Katarina, men uden held. Ved en middag forsøger han at sende en seddel til Katarina med et ønske om at møde ham senere, men Elisabeth opsnapper den. Hun advarer Katarina om, at Aleksej er en kvindebedårer.
Samme nat sender Elisabeth Katarina ned ad en hemmelig trappe for at åbne døren for en elsker. Hun advarer Katarina om, at hun ikke må lade manden se, hvem hun er. Katarina ser, at manden er Aleksej. Hun bliver vred og kaster et billede, som han havde givet hende, ud af vinduet. Hun går ud i haven for at hente billedet igen, og bliver stoppet af løjtnant Dmitrij, som er på sin første vagt. Da Katarina fortæller ham, hvem hun er, tror han i begyndelsen ikke på hende og han begynder at flirte med hende. De to har til sidst sex. Måneder senere fejrer hele Rusland, med undtagelse af Peter, at Katarina føder en søn. Elizabeth tager ansvaret for drengens pleje og sender Katarina en halskæde.
Elizabeth helbred er svigtende. Peter planlægger at fjerne Katarina fra hoffet, eventuelt ved at dræbe hende. Katarina er dog blevet selvsikker, sensuel og kynisk. Hun har lært, hvordan tingene fungerer i Rusland, og hun har ikke tænkt sig at blive udmanøvreret. Archimandritten er bekymret over tanken om Peter på Ruslands trone og tilbyder Katarina sin hjælp, men hun afviser og siger, at hun har "våben, der er langt stærkere end nogen politisk maskine", som archimandritten kan mobilisere. Mens nationen er blevet beordret til at bede for den døende Elisabeth, leger Katarina blindebuk med sine hofdamer og hun kysser de forsamlede soldater, da klokkerne ringer for Elizabeths bortgang. Peter håner Elizabeths lig og siger, at det nu er hans tur til at regere.
En mellemtekst lyder: "Og mens hans kejserlige majestæt Peter den III terroriserede Rusland, føjede Katarina køligt hæren til sin liste over erobringer." Katarina inspicerer officererne fra Aleksejs livgarde og fremhæver løjtnant Dmitrij ved at låne en af Aleksejs dekorationer for at belønne ham for tapperhed. Dmitrijs kaptajn, Orlov, tiltrækker også hendes opmærksomhed. Om aftenen tillader Katarina, at Aleksej besøger hende privat. Da de er alene i hendes soveværelse, leger hun med ham, inden hun sender ham ned ad den hemmelige trappe for at åbne døren for en mand, der venter der. Han ser kaptajn Orlov og forstår, at hans chance for et forhold til Katarina er forbi.
Ved middagen samler archimandritten ind til de fattige. Katarina tager sine armbånd af og giver dem væk; Orlov donerer nogle ædelstene, Aleksej giver en pung fuld af mønter, kansleren giver en enkelt mønt, og Peters elskerinde lægger et stykke mad på tallerkenen. Peter giver archimandritten en lussing og udråber derefter en skål for sin elskerinde, men Katarina nægter at deltage. Peter kalder hende et fjols, og hun forlader middagsselskabet med Orlov. Peter fratager Orlov sin rang og afskediger ham fra militærtjeneste for tronen. Han placerer derefter Katarina i husarrest og lægger et røgslør ud ved at udsende en offentlig proklamation om, at hun er døende.
Midt om natten sniger Orlov sig ind i Katarinas værelse og vækker hende. Sammen med Orlov flygter Katarina fra paladset med sine loyale tropper. Aleksej ser hende forlade paladset og konstaterer: "Ud går Peter den Tredje, ind kommer Katarina den Anden." Hun rider gennem natten og samler mænd til sin støtte. I katedralen velsigner archimandritten Katarina, og hun ringer med klokken, der er signalet til starten på kuppet. Peter vågner og åbner sin dør, hvor Orlov står vagt. Orlov siger "Der er ingen kejser. Der er kun en kejserinde" og dræber ham. Katarina og hendes tropper rider op ad paladsets trapper og tordner ind i tronsalen, mens de ringende klokker får selskab af 1812-ouverturen. Katarinas styre er en realitet.

## Medvirkende
- Marlene Dietrich som prinsesse Sophie Friederike Auguste von Anhalt-Zerbst-Dornburg, senere kejserinde Katarina 2. af Rusland
- John Lodge som grev Aleksej Razumovskij
- Sam Jaffe som storhertug Peter, senere kejser Peter 3.
- Louise Dresser som kejserinde Elizaveta Petrovna
- C. Aubrey Smith som Christian August, Prins af Anhalt-Zerbst, far til Katarina
- Gavin Gordon som kaptajn Grigory Grigoryevich Orlov
- Olive Tell som Joanna Elisabeth af Holstein-Gottorp, mor til Catherine
- Ruthelma Stevens som Elizaveta Vorontsova, elskerinde til Peter III
- Davison Clark som Archimandrite Simeon Todorsky / Arch-Episcopope
- Erville Alderson som kansler Aleksej Bestusjev-Rjumin
- Philip Sleeman som Johann Hermann de Lestocq, hoflægen
- Marie Wells som Marie Tsjoglokof, en af Katarinas ventedamer
- Hans Heinrich von Twardowski som Ivan Sjuvalov, kejserinde Elizabeths elsker
- Gerald Fielding som løjtnant Dimitrij
- Maria Riva som Sophie (som barn)

Jaffes rolle var hans første i en spillefilm.

## Produktion
Instruktør Josef von Sternberg beskrev Den røde kejserinde som "en ubarmhjertig stiløvelse". Filmens historiske nøjagtighed er da også ofret til fordel for dens stil. For at vise Rusland som tilbagestående, anakronistisk og reformtrængende er filmens handling og det kejserlige hof placeret i Kreml i Moskva og ikke i den mere moderne og europæiske Sankt Petersborg. De kejserlige paladser i filmen vises som fremstillet af træ og er fyldt med religiøse skulpturer, selvom fritstående religiøse skulpturer er ikke en del af den ortodokse tradition. Der blev til filmen fremstillet hundredvis af gargoil-lignende mandlige figurer "grædende, skrigende eller i elendigheds vold", som "fylder gangene, dekorerer de kejserlige troner og endda optræder på serveringsfade." Dette resulterede i "den mest ekstreme af alle de filmiske fremstillinger af Rusland." Med filmkritiker Robin Woods ord:
| Citat | En hyperrealistisk atmosfære af mareridt med sine gargoyler, sine groteske figurer i pinefulde forvredne stillinger, sine enorme døre, der kræver et halvt dusin kvinder at lukke eller åbne, sine mørke rum og ildevarslende skygger skabt af flimren fra utallige stearinlys, dets skelet over det kejserlige bryllupsfestbord. | Citat |
|       | |       |

Den røde kejserinde var en af de sidste mainstream Hollywood film, der blev udsendt før end Hollywood-studierne begyndte at efterleve den pålagte selvcensuren under Hays Code. I begyndelsen af filmen læser den unge Sophies lærer op om Peter den Store, Ivan den Grusomme og andre brutale russiske zarer, og introducerer en billedside med eksplicit gengivelse af tortur og henrettelser, der indeholder flere korte billedsekvenser med kvinder med blottede bryster.

## Eftermæle
Filmen blev i 1998 af Chicago Reader optaget på magasinets ikke-rangerede liste over de bedste amerikanske film, der ikke var med på AFI Top 100.
Leonard Maltin gav filmen tre ud af fire stjerner: "Von Sternberg fortæller historien... på en enestående måde, med en unik ornamentik med fantastisk lyssætning og kameraarbejde samt dramatisk russisk musik. Den er et visuelt orgie; dramatisk ujævnt, men filmisk fascinerende."

I en anmeldelse af filmen i 2001 af Criterion Collection perspektiverede filmforsker Robin Wood samarbejdet mellem Sternberg og Dietrich:
Det sammenhængende tema i alle von Sternberg/Dietrich-filmene kan sammenfattes i et spørgsmål: Hvordan hævder en kvinde sig selv i en overvældende mandsdomineret verden, og med hvilken pris? Hver film giver et noget anderledes svar (men ingen er særlig opmuntrende), og udvikler sig støt til den ekstreme pessimisme og bitterhed fra Den røde kejserinde og opnår sin apoteose i deres sidste samarbejde Djævelen er en kvinde. Dette resulterede i den (i dag ekstraordinære) fejllæsning af filmene (startende fra Den blå engel) som "film om en kvinde, der ødelægger mænd." Man kan faktisk hævde, at det først er med den radikale feminismes fremkomst, at filmene (og især de to sidste) er blevet forståelige.
I 2006 beskrev The New York Times ' filmen, med dens "metafysiske behandling" af fortællingen, som klart overlegen i forhold til den samtidige The Rise of Catherine the Great (1934), som blev instrueret af Paul Czinner og produceret af Alexander Korda.
I 2008 roste The Guardian filmen for dens underholdningsværdi, men kritiserede filmen for dens manglende historiske troværdighed, og angav at den et "vagt indtryk" af Katarinas forhold til Peter, men at resten var udslag af som instruktørens fantasier og fordomme.